# كينيث وليامز
كينيث وليامز (بالإنجليزية: Kenneth Williams)‏ (و. 1926 – 1988 م) هو ممثل، وممثل هزلي، وكاتب يوميات، وكاتِب، ونقابي، من المملكة المتحدة، ولد في لندن، توفي في لندن، عن عمر يناهز 62 عاماً.

## الخدمة العسكرية
خدم في الجيش البريطاني.

## وصلات خارجية
- كينيث وليامز على موقع IMDb (الإنجليزية)
- كينيث وليامز على موقع روتن توميتوز (الإنجليزية)
- كينيث وليامز على موقع ألو سيني (الفرنسية)
- كينيث وليامز على موقع ميوزك برينز (الإنجليزية)
- كينيث وليامز على موقع قاعدة بيانات الأفلام السويدية (السويدية)
- كينيث وليامز على موقع إن إن دي بي (الإنجليزية)
- كينيث وليامز على موقع ديسكوغز (الإنجليزية)
- كينيث وليامز على موقع قاعدة بيانات الفيلم (الإنجليزية)